# Микільська сільська рада (Оріхівський район)
| Микільська сільська рада — колишній орган місцевого самоврядування у Оріхівському районі Запорізької області з адміністративним центром у с. Микільське. Історична дата утворення: в 1954 році. Водоймища на території, підпорядкованій даній раді: р. Терса. Сільській раді підпорядковані населені пункти: - с. Микільське - с. Новосолошине - с. Тимошівка |

## Склад ради
Рада складалася з 12 депутатів та голови.

### Керівний склад ради
| ПІБ                         | Основні відомості                                                         | Дата обрання | Дата звільнення |
| --------------------------- | ------------------------------------------------------------------------- | ------------ | --------------- |
| Сьомченко Світлана Петрівна | Сільський голова, 1967 року народження, освіта                            | 26.03.2006   | 31.10.2010      |
| Сьомченко Світлана Петрівна | Сільський голова, 1967 року народження, освіта вища, член Партії регіонів | 31.10.2010   |                 |

Примітка: таблиця складена за даними джерела